# 密蔵院 (川口市)
密蔵院（みつぞういん）は、埼玉県川口市にある真言宗智山派の寺院。

## 歴史
1469年（文明元年）、永海法印によって開山された。現在の京都府京都市伏見区にある醍醐寺塔頭無量寿院の末寺（）である。さらには中本寺の寺格と御朱印十一石、並びに三十八ヶ寺の末寺を有すに至り、川口市、草加市、越谷市、浦和区、大宮区の各地域寺院に影響力を及ぼす川口市でも屈指の古刹として名を留めている。
永海法印は若年のころ高野山に入り、その師を明王院住職永尊法印に求め出家得度。その後、明応元年（1492年）10月16日、60歳にして入寂するまでの25年間、この地に止り、道・学・実の研鑚を重ね布教活動に取り組み、当山の礎を築いたのである。
江戸時代は幕府より寺領11石が与えられた。かつては44か寺の末寺を擁していた。当院の山門は、1884年（明治19年）に旧薩摩藩江戸屋敷の門を移築したものである。
また当院は、海寿山・満福寺・密蔵院と号し、延命地蔵菩薩（慈覚大師の作で平将門の念持仏の伝承、平安時代藤原期の作）を本尊としている。

## 境内
参道を進むと竹の小径、回遊式庭園、寺務所が広がる。山門をくぐると庭園の周囲には無庵、第一客殿、ギャラリーが立ち並び、お砂踏み参道を進むと本堂、不動堂、誕生仏、水掛け地蔵尊、興教大師像、弘法大師（空海）修行像が展開する。
左へ進むと大黒堂があり、ふれあい布袋堂、花錦の小径、追悼の鐘、松雲閣、花翠亭、おもかげの塔が見渡せる。
また、本堂裏手には十六阿羅漢、平将門供養塚、みかえり地蔵尊や阿弥陀三尊像が並び立つ姿を見ることができる。
他には護摩・祈祷・自動車祈祷にも対応している。

### 密蔵院の安行桜
安行桜はソメイヨシノよりも満開時期が早いのが特徴で沖田桜とも呼ばれている。安行桜はピンクの色彩がやや濃く、花が少し小ぶりで、遠景では柔らかな心象風景が楽しめる。密蔵院では数十本の安行桜が境内の要所に植林され、毎年早春に美しい景観を眺めることができる。春のお彼岸には早咲きの安行桜が満開になるため、多くの参拝客が集まることで知られている。

境内施設
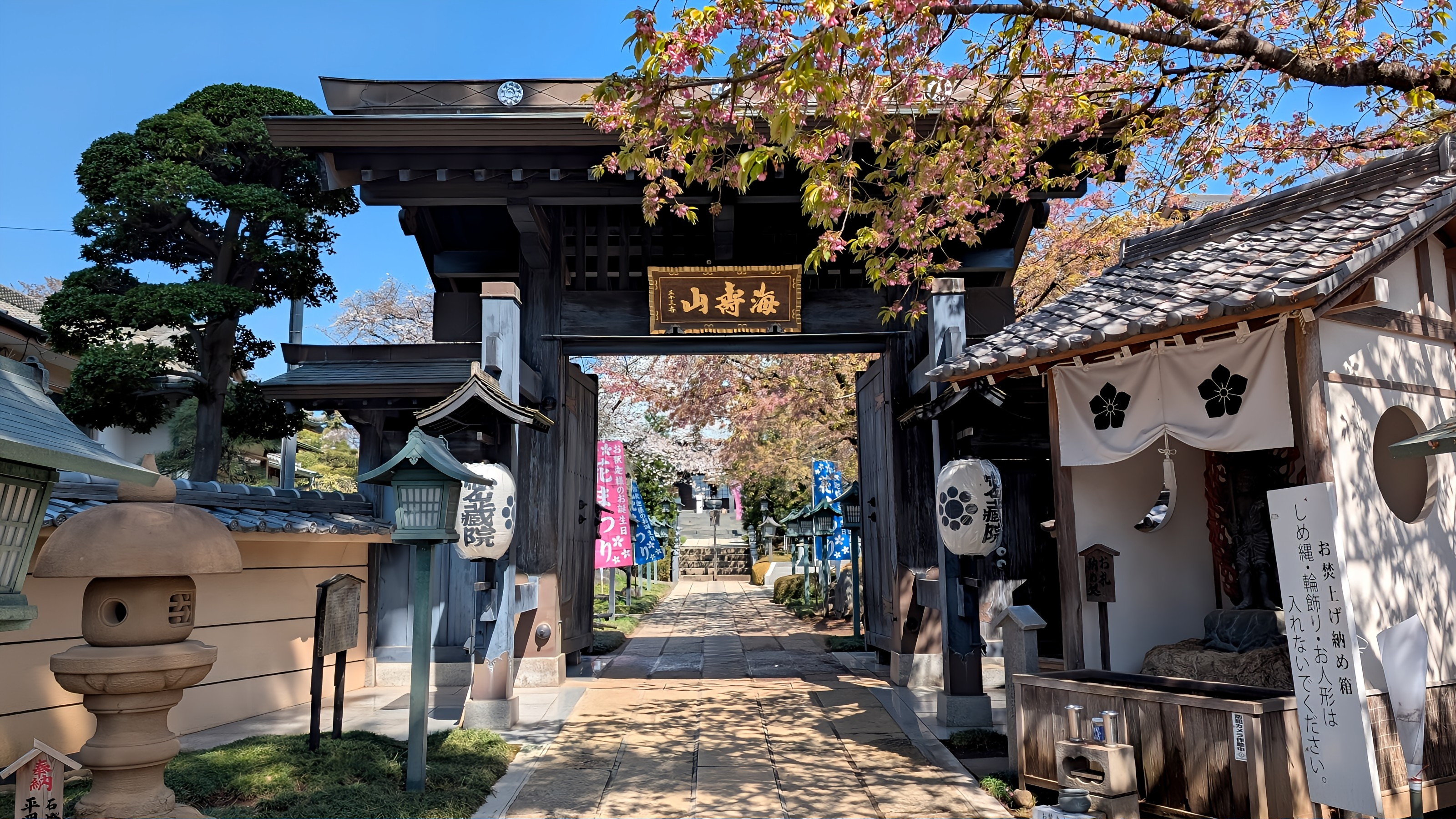
山門（右手に不動明王像）
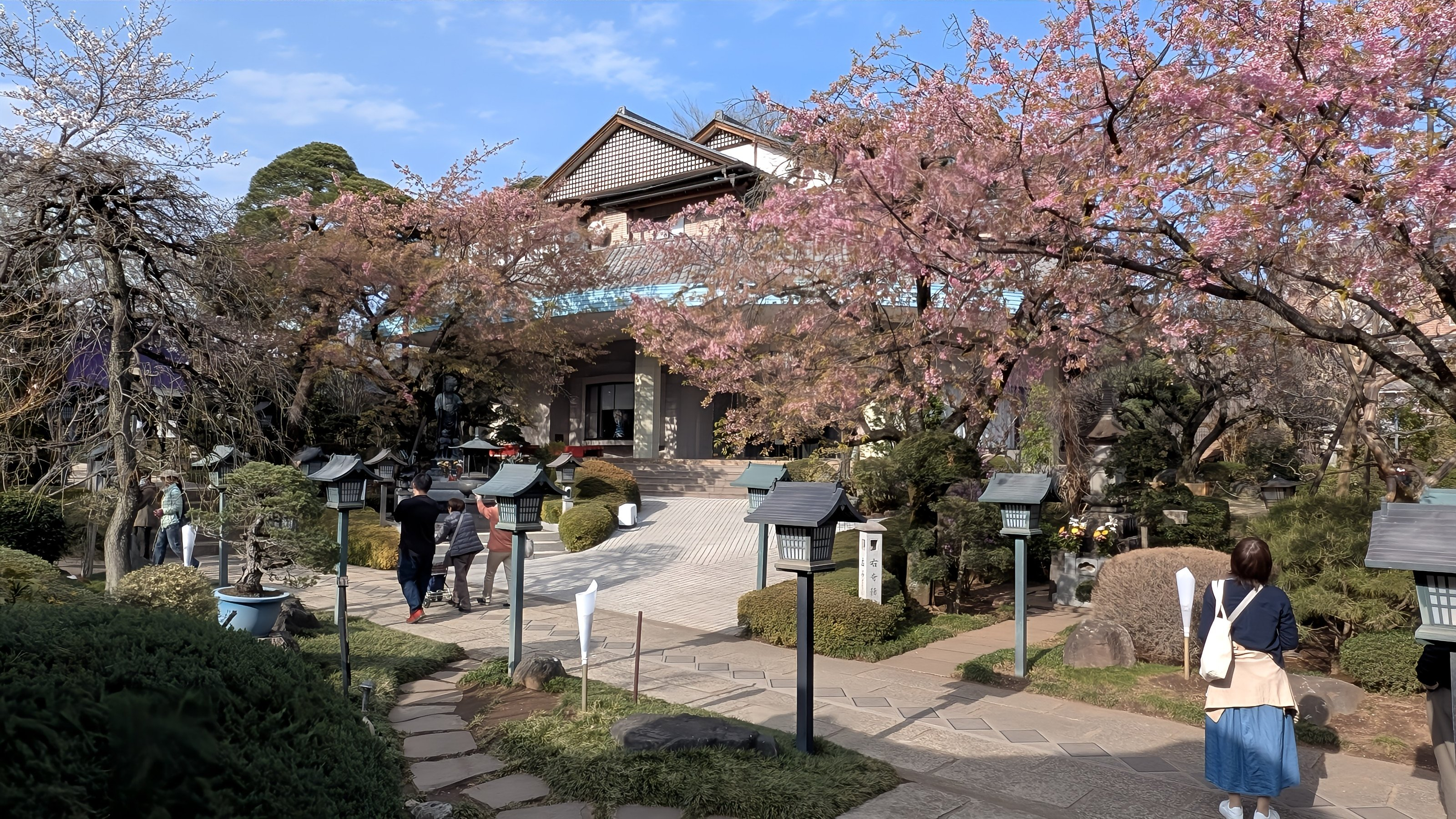
満開の安行桜
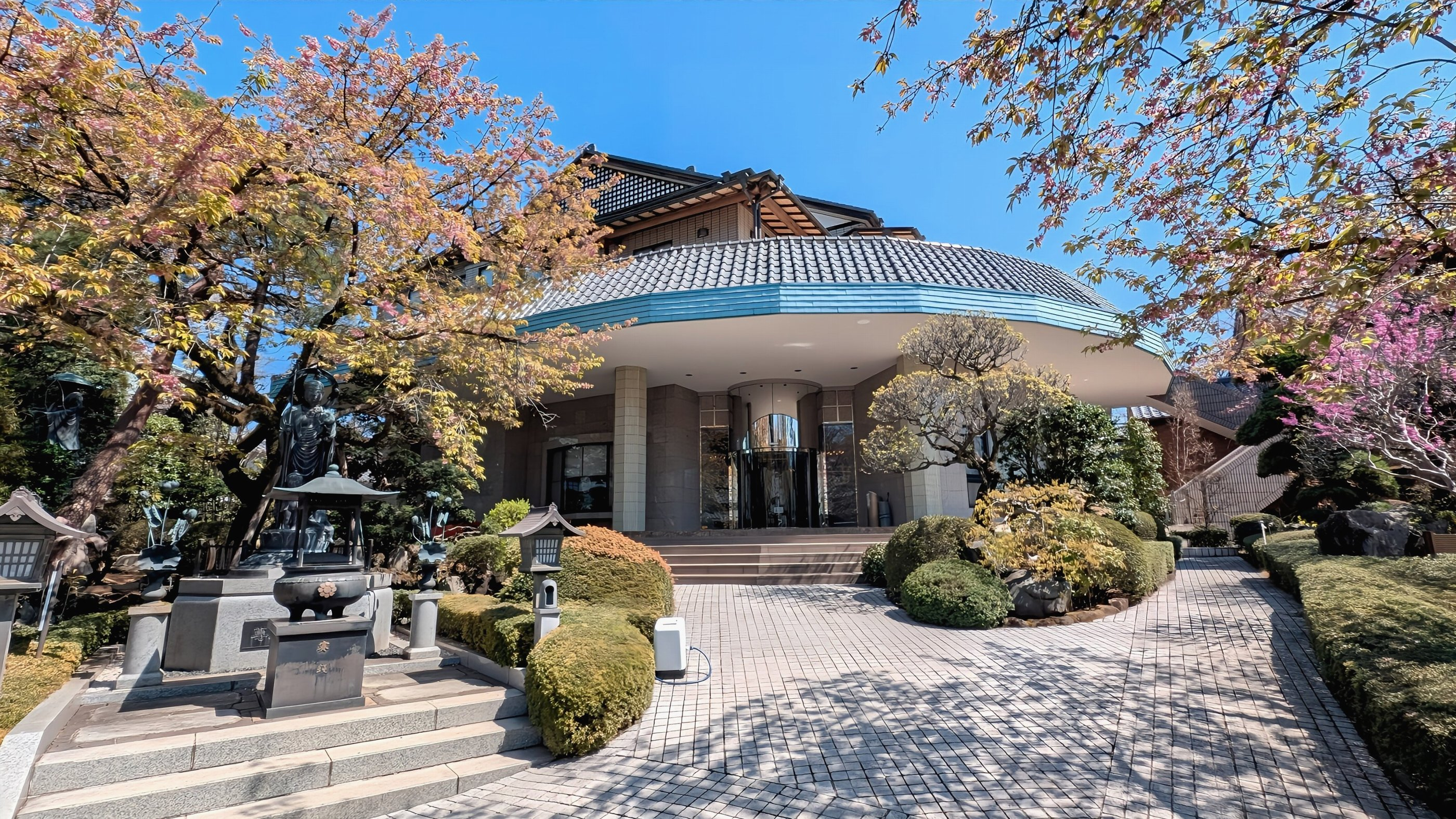
ギャラリーと本坊
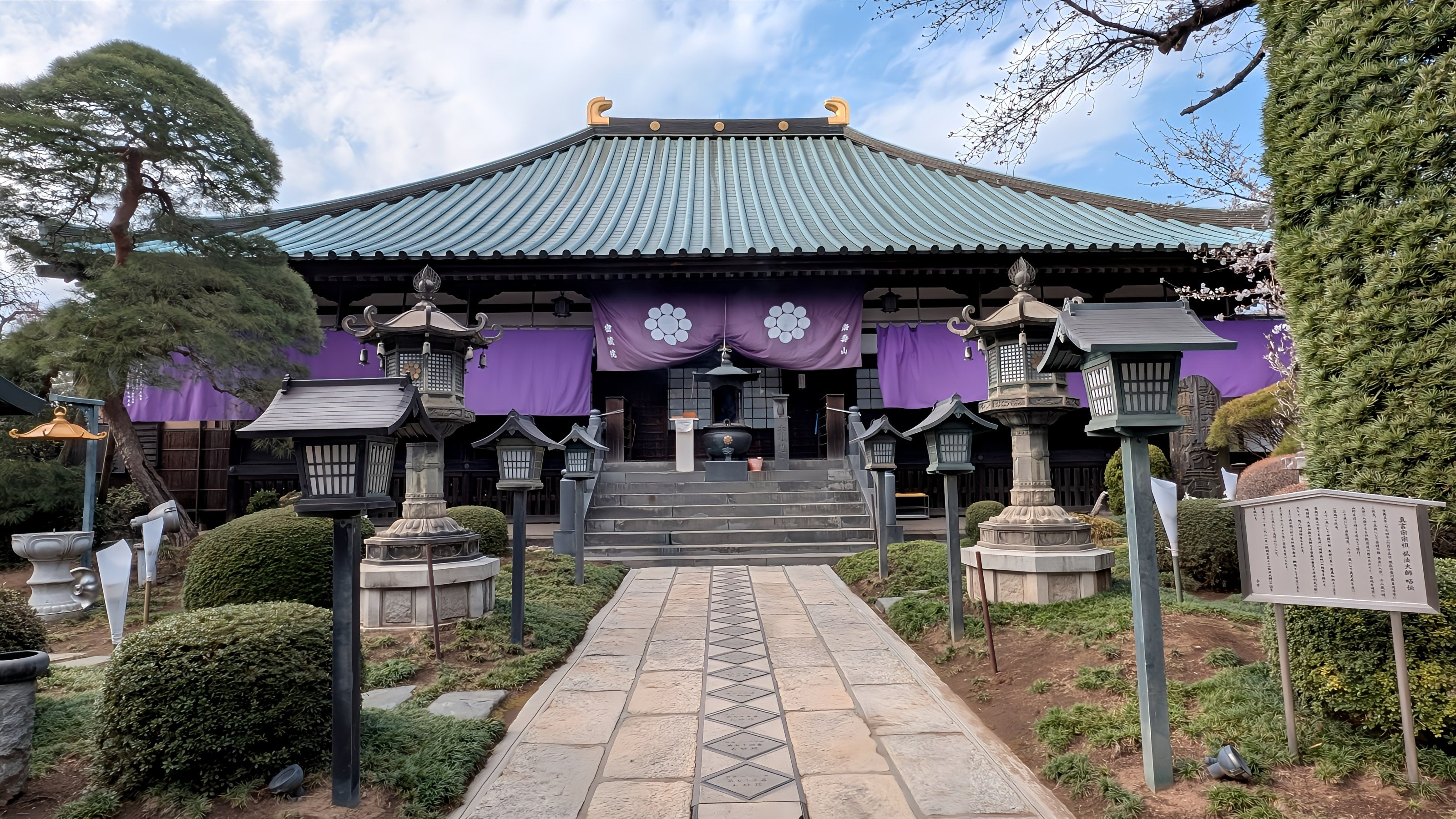
本堂（手前にお砂踏み参道）
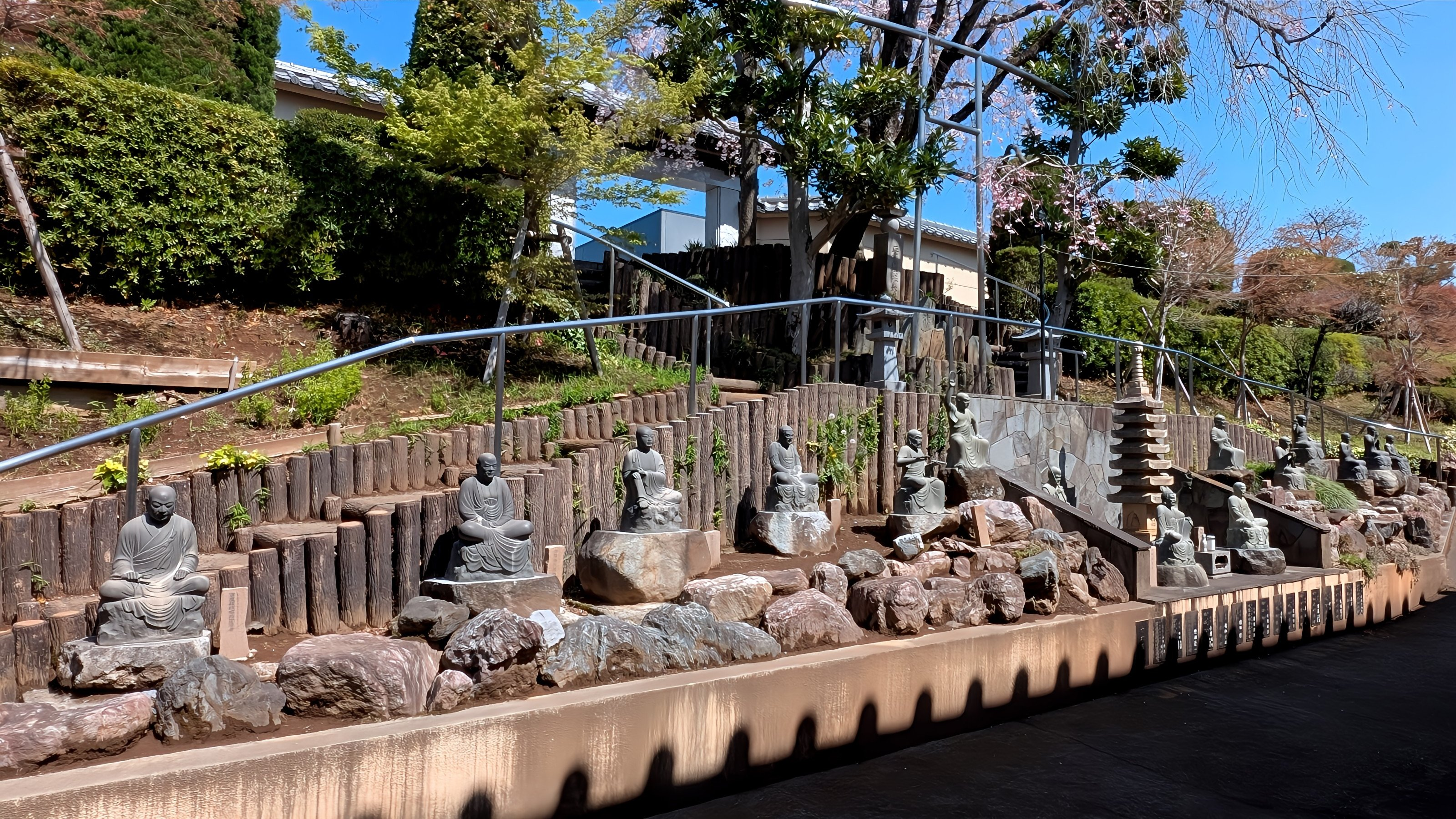
十六阿羅漢
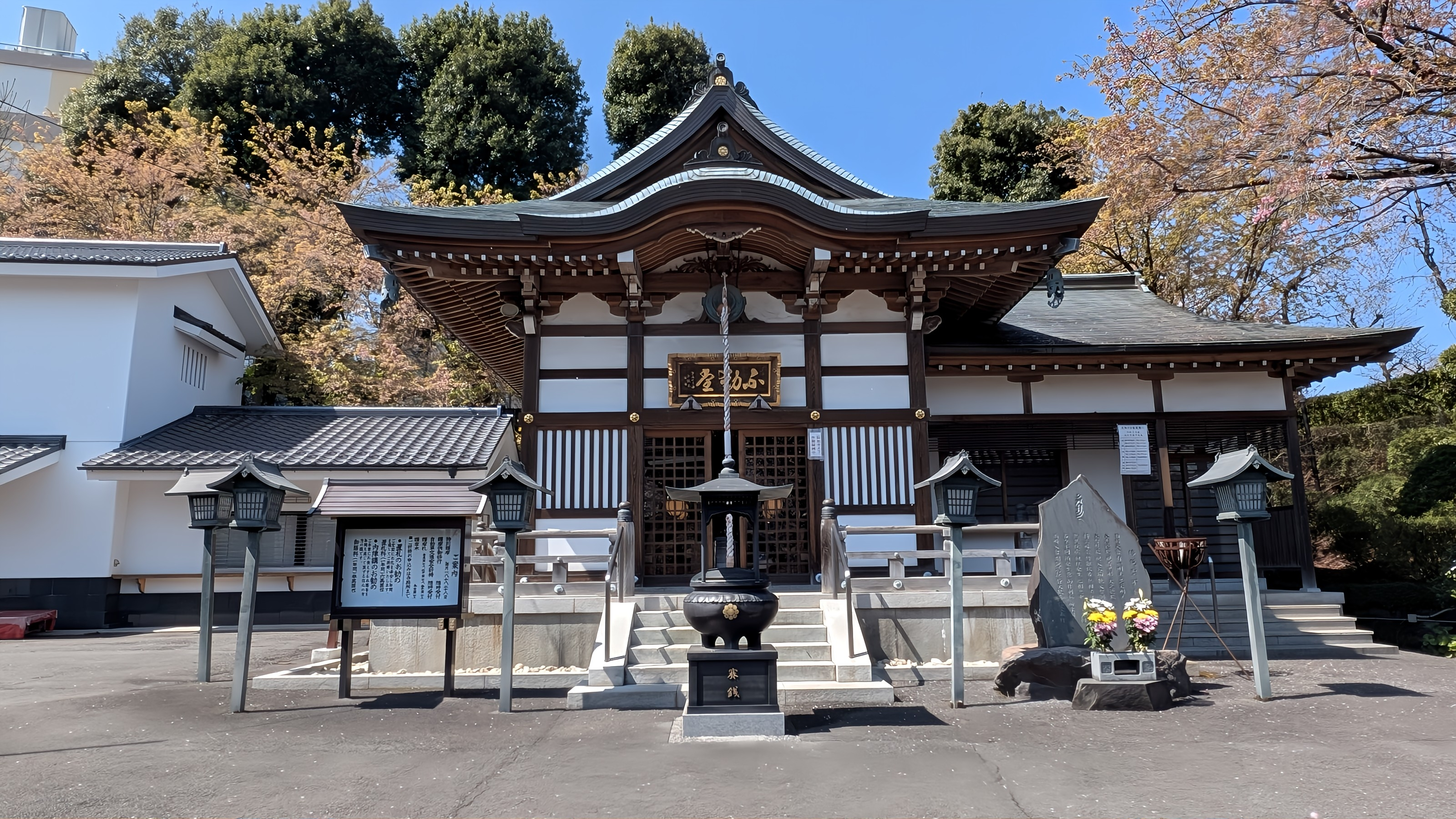
不動堂（不動明王像安置）
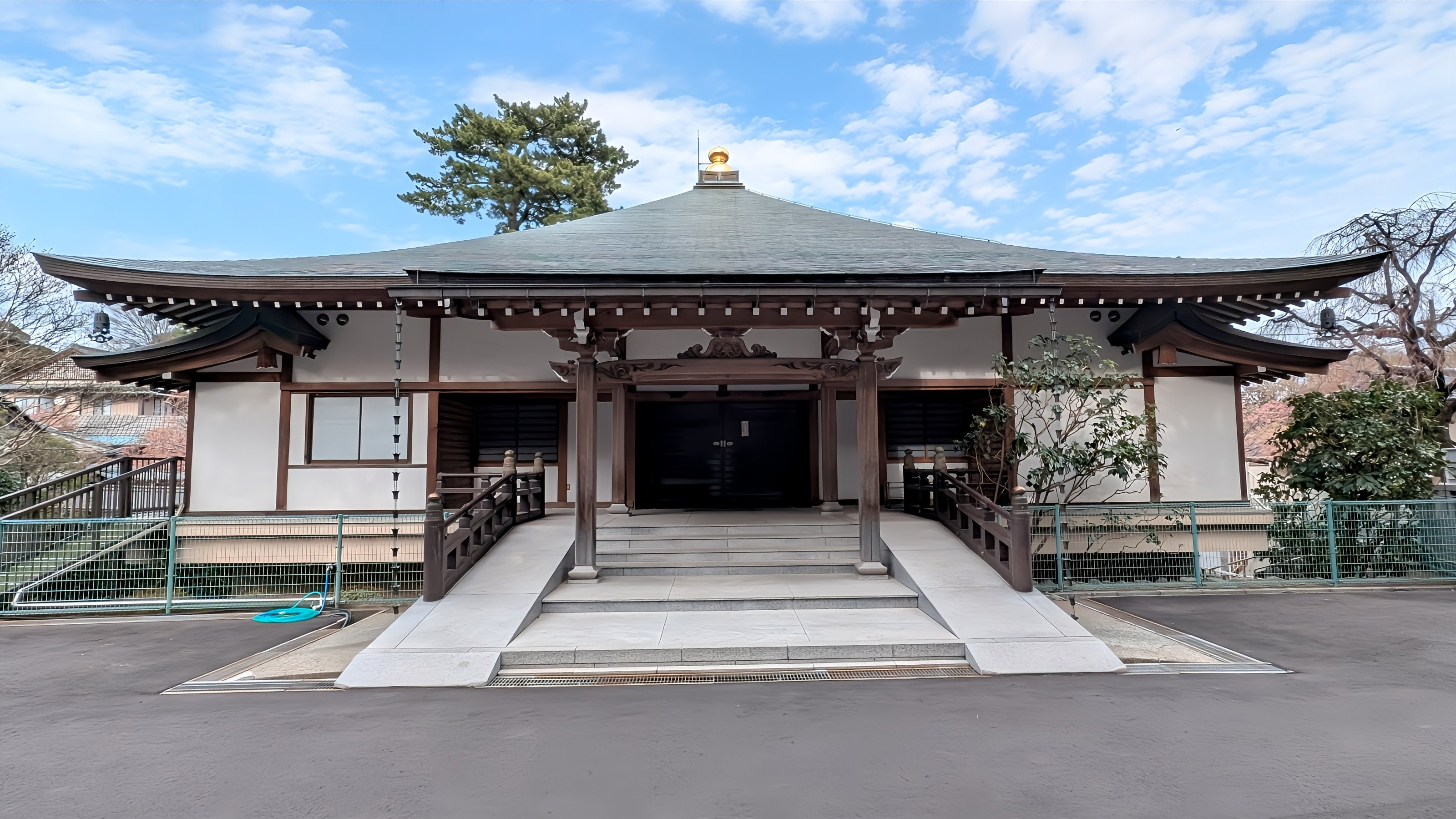
松雲閣（駐車場からの入り口）
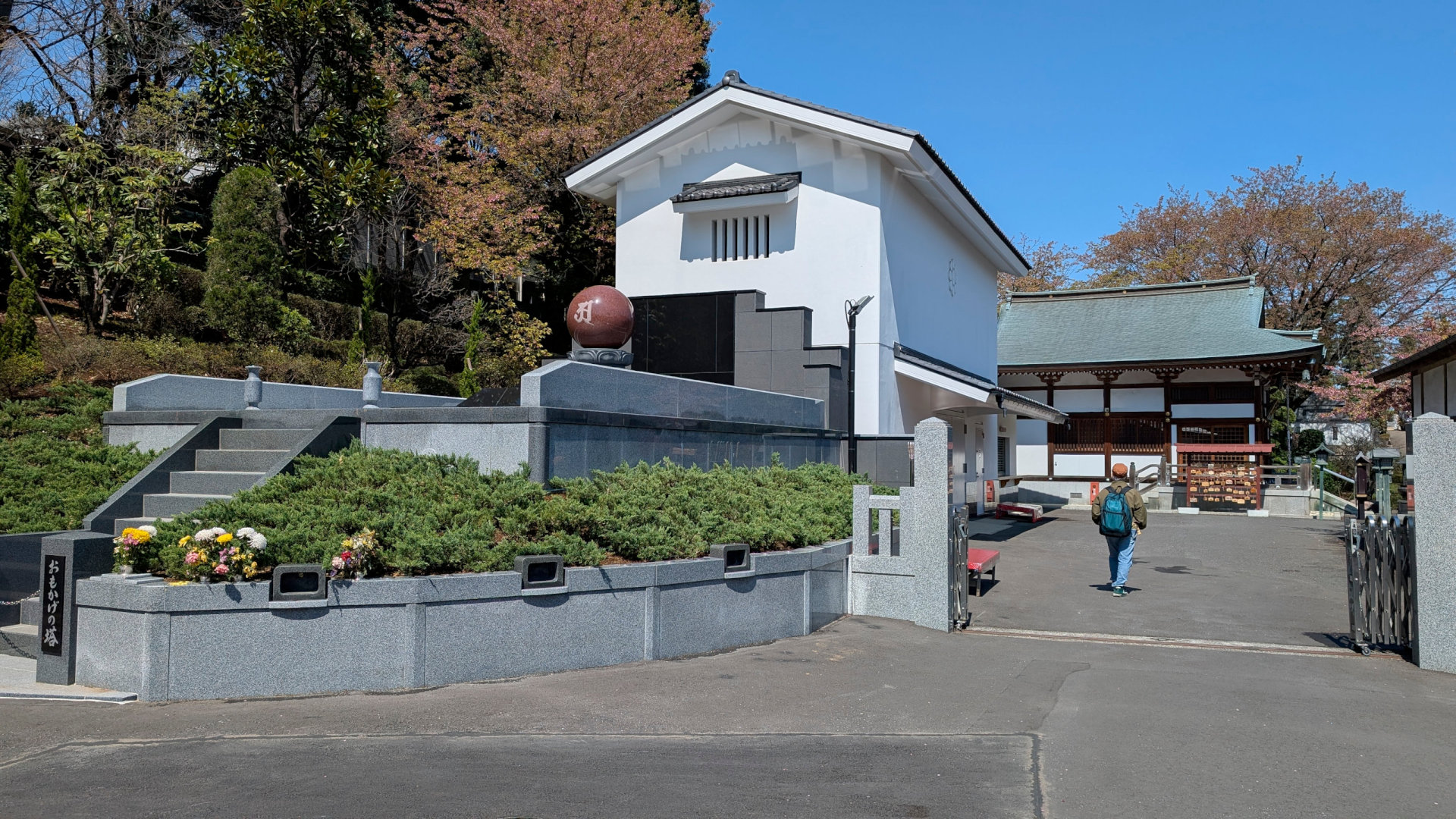
おもかげの塔

## 交通アクセス
- 路線バス安行原団地停留所より徒歩8分。